# Hussein II Bey
Hussein II (arabe : أبو عبد الله حسين باشا باي), né le 5 mars 1784 et mort le 20 mai 1835 au palais du Bardo,, est bey de Tunis de la dynastie des Husseinites de 1824 à sa mort.
Fils aîné de Mahmoud Bey, il est désigné comme prince héritier le 20 février 1815 et succède à son père le 28 mars 1824. Il est nommé général de division de l'armée impériale ottomane le 23 décembre 1831.

## Biographie

### Jeunesse
Prince ambitieux et dynamique, Hussein ne tolère pas l'accaparement du pouvoir par la branche cadette de la famille husseinite lors du décès de son grand-père, Mohamed Rachid Bey. En effet, Ali II Bey succède à son frère aîné et transmet le pouvoir à son fils Hammouda Pacha. À la mort de ce dernier, son père Mahmoud qui devait monter sur le trône est écarté par le frère de Hammouda, le faible Osman, aidé par le riche et puissant ministre Youssef Saheb Ettabaâ.
Conseillé par leur oncle de lait, Mohamed Arbi Zarrouk Khaznadar, Hussein et son jeune frère Moustapha décident de passer à l'acte et d'éliminer le nouveau bey. Osman Bey est assassiné par les deux princes dans son lit, dans la nuit du 20 au 21 décembre 1814. La branche aînée récupère ses droits en la personne de Mahmoud. Saheb Ettabaâ est maintenu par le nouveau bey comme principal ministre et devient khaznadar de la régence, mais Zarrouk persuade ses neveux de l'assassiner, ce qui est fait dans les couloirs du palais du Bardo quelques mois plus tard. Zarrouk devient alors, pour peu de temps, le ministre prépondérant.

### Crise économique et pression fiscale
Devenu bey du camp le 20 février 1815, Hussein pousse en 1819 son père à remettre en vigueur la dîme canonique, l'ushur, perçue sur les producteurs d'huile d'olive. Influencé par Hussein Khodja, déjà très influent du temps de son père et qu'il choisit comme grand vizir, il institue en 1827 la dîme sur les céréales pour assainir les finances de l'État mises à mal par l'arrêt des produits de l'activité corsaire et par l'accaparement progressif des exportations tunisiennes par des négociants français et italiens.
Il ne parvient toutefois pas à éviter la crise de 1830 qui met à mal toute la production industrielle de la chéchia (premier produit d'exportations manufacturées) et surtout la production d'huile d'olive dans le Sahel. La mise à l'écart de Khodja et son remplacement par l'ambitieux Chakir Saheb Ettabaâ n'améliore pas la situation économique mais permet une meilleure levée des impôts par une politique plus violente à l'égard des exploitants et des négociants tunisiens.

### Relations avec la France
En juillet 1827, il apprend non sans surprise que les Français ont déclaré la guerre au dey d'Alger mais personne ne doute alors que le dey est en mesure de défier la puissance française car Alger passe, dans une grande partie du bassin méditerranéen, pour une ville imprenable du fait qu'elle est défendue par les Turcs. Cependant, le 20 octobre, se produit la défaite irrémédiable de la flotte turque à la bataille de Navarin où une division navale tunisienne est également détruite à l'exception d'un brick et d'une goélette. Cette victoire franco-anglo-russe fait réfléchir Hussein II Bey qui informe le consul de France, Mathieu de Lesseps, qu'il gardera une stricte neutralité dans le conflit qui va mettre aux prises la France et la régence d'Alger. La prise d'Alger par les troupes françaises le 5 juillet 1830 produit à Tunis un mécontentement considérable : à la demande de la population, des membres du gouvernement tentent de pousser Hussein II à la guerre sainte mais le bey recommande de garder le calme.
Avec l'aide d'une partie de l'entourage du bey, Lesseps, par des proclamations rédigées en arabe et secrètement répandues dans la capitale et les agglomérations de l'intérieur du pays, justifie l'intervention française en Algérie et recrute même des volontaires turcs pour servir dans l'armée française d'Algérie. Un mois après la prise d'Alger, la France, par l'intermédiaire de son consul général et chargé d'affaires à Tunis Mathieu de Lesseps, conclut avec Hussein II un traité en date du 8 août qui confirme les anciens traités abolissant l'esclavage des chrétiens dans la régence, la piraterie et assure la liberté de commerce et du trafic pour tous les étrangers établis dans la régence. Ce traité stipule également la suppression définitive de l'usage des présents, dons et redevances accordés au bey et à ses ministres par les Européens. Par un accord secret et additionnel au traité, le bey cède au roi de France un emplacement à Carthage pour y élever un monument commémoratif en l'honneur du roi Louis IX.
À partir de cette date, Tunis entre dans une période où la présence européenne va se faire progressivement sentir sous l'effet de l'influence française grandissante, à l'accroissement des échanges commerciaux entre Marseille et Tunis et à l'arrivée dans cette ville de nombreux Italiens, Maltais, Français et Grecs que la prise d'Alger et l'influence française sur le bey ont mis en confiance.
Mort en 1835, il est enterré au mausolée du Tourbet El Bey situé dans la médina de Tunis.

## Famille et descendances
Exerçant une influence prépondérante sur son père, il occupe le devant de la scène politique de la régence entre 1814 et 1835. Il s'entoure également des ambitieux ministres mamelouks Hussein Khodja et Chakir Saheb Ettabaâ. Il possède une fortune considérable, multipliant les acquisitions domaniales et les opérations de commerce de produits agricoles. Encore prince héritier, il se constitue une cour de jeunes mamelouks dévoués qu'il élève comme ses fils, dont les plus talentueux deviendront pour certains ses gendres. Parmi ceux-ci se trouvent le général Ahmed Zarrouk, Ismaïl Caïd Essebsi, le général Bahram, le général Slim, Ismaïl Kahia, Ismaïl El Sunni et Mohammed Khaznadar. Selon la tradition, ils sont tous affranchis à la mort du bey en 1835. Apres la mort de son neveu, Ahmed Ier Bey, tous les beys régnants de la dynastie husseinite jusqu'à l'abolition de la monarchie sont ses fils ou ses petits-fils.
Comme il est de coutume parmi les potentats orientaux, il peuple son harem d'une multitude d'esclaves blanches, captives des derniers corsaires de la régence ou achetées à grands frais sur les marchés d'Orient. Vers 1810, son père se remarie avec une veuve issue de la vieille bourgeoisie tunisoise d'origine andalouse et de surcroît d'ascendance chérifienne. Celle-ci fait marier sa fille issue d'un premier mariage, Fatma El Monastiri, avec le jeune prince Hussein qui devient endogame. La jeune femme, turque par son père et dotée d'une forte personnalité, exerce une influence considérable sur Hussein, jusqu'à son décès en 1827, péniblement vécu par le bey. Elle lui donne plusieurs enfants et, parmi eux, trois beys régnants successifs, Mohammed Bey, Sadok Bey et Ali III Bey.

## Drapeaux

Drapeau de la Tunisie créé à la suite de la décision de 1827.

À la suite de la destruction de la division navale tunisienne, le 20 octobre 1827, Hussein II Bey décide la création d'un drapeau à utiliser par la flotte tunisienne pour la distinguer des autres flottes ottomanes. C'est la circonstance de la naissance du drapeau de la Tunisie créé en 1831.